# Huracán Ramirez
Daniel García Arteaga, bättre känd under sitt artistnamn Huracán Ramirez, född 9 april 1926, död 31 oktober 2006, var en mexikansk luchador (fribrottare) och skådespelare från Mexico City. Hans namn och karaktär var hämtade från filmen med samma namn från 1952.
Han debuterade i sporten den 19 maj 1952 och gick i början av sin karriär under namnet Chico Garcia. Han brottades under sin storhetstid från 1953 till 1980–talet i det största mexikanska förbundet Empresa Mexicana de la Lucha Libre där han höll flera titlar. En av de ikoniska manövrarna inom lucha libre, La Huracánrana uppfanns och populariserades av Huracán Ramirez, och namngavs senare efter honom. Manövern är en rullande bensax. 
Som många andra mexikanska fribrottare uppträdde han under en mask, enligt Lucha libres traditioner. Huracán Ramirez avslutade karriären 1988. Hans identitet avslöjades emellertid aldrig under hans aktiva karriär. Senare, under ett evenemang i Tijuana 1989 där han var på plats tog han dock av sig masken och lät publiken och journalisterna se hans ansikte och berättade även sitt fulla namn. Detta gjorde han då han inte ägde rättigheterna till namnet Huracán Ramirez, och ville försäkra sig om att han var den som för alltid skulle förknippas med karaktären. Huracán Ramirez avled år 2006 av en hjärtinfarkt, 80 år gammal.